# Колрейн
Колре́йн — місто у Північній Ірландії на березі річки Банн, у графстві Лондондеррі. Населення становить близько 24 000 жителів. 

## Відомі люди
- Джон Бодкін Адамс — британський лікар і серійний вбивця